# Alessio Ignazio Marucchi
Alessio Ignazio Marucchi (Saluzzo, 31 luglio 1695 – 13 maggio 1754) è stato un vescovo cattolico italiano, vescovo della diocesi di Acqui dal 1744 alla morte.

## Biografia
Alessio Ignazio Marucchi nacque a Saluzzo da una famiglia della nobiltà cittadina. Fu arcidiacono della cattedrale di Maria Vergine Assunta nella cui diocesi rivestirà il ruolo di collaboratore del vescovo e tra il 1739 e 1741 quello di vicario capitolare durante la sede vacante.
Nel 1742 papa Benedetto XIV lo elevò prelato domestico; due anni dopo, il 13 aprile 1744, venne eletto vescovo della diocesi di Acqui dallo stesso papa, che lo consacrò il 19 aprile. Infine il 22 maggio prestò giuramento di fedeltà al re Carlo Emanuele III e il 2 giugno prese possesso della diocesi a mezzo di un procuratore, probabilmente perché la guerra che imperversava in quei mesi gli impedì di recarsi subito ad Acqui. 
Il suo episcopato fu in tempi travagliati: nei primi sei anni non riuscì a visitare nemmeno una parrocchia e a causa della guerra nel decennio in cui resse la diocesi nemmeno metà delle parrocchie ricevettero una sua visita.
Ai tumulti della guerra si aggiunsero anche problemi politici: nel 1751 gli fu richiesto da Casa Savoia di redigere una relazione nel merito dei confini della diocesi per chiarire i rapporti tra la diocesi e i due stati su quali ricadeva: quello sabaudo e la Repubblica di Genova; a questo si aggiungeva il procedere della secolarizzazione del Regno di Sardegna e della Repubblica di Genova che minava il potere del vescovado come ad esempio il decreto savoiardo che vietava l'emissione di titoli di laurea che era privilegio del vescovo-principe del Sacro Romano Impero e a Genova la restrizione dei privilegi di immunità per il clero e gli edifici di culto e le pretese di notifica ufficiale delle visite pastorali del vescovo.
Ad Acqui la situazione era un po' più tranquilla nonostante le intemperanze di alcuni parroci locali come quello di Montechiaro e una controversia con i carmelitani di Cremolino che richiese l'intervento del nunzio apostolico a Torino, durante il suo episcopato si segnala anche l'acquisto da parte del vescovo degli edifici dove si trova il seminario.
Il 13 maggio 1754 morì improvvisamente e tutti i suoi beni vennero donati all'ospedale di Saluzzo lasciando in ristrettezza la diocesi: il testamento era stato redatto nel 1744 a un mese dalla sua elezione da vescovo senza mai essere aggiornato, lasciando elargizioni alla diocesi acquese.

## Genealogia episcopale
La genealogia episcopale è:
- Cardinale Scipione Rebiba
- Cardinale Giulio Antonio Santori
- Cardinale Girolamo Bernerio, O.P.
- Arcivescovo Galeazzo Sanvitale
- Cardinale Ludovico Ludovisi
- Cardinale Luigi Caetani
- Cardinale Ulderico Carpegna
- Cardinale Paluzzo Paluzzi Altieri degli Albertoni
- Papa Benedetto XIII
- Papa Benedetto XIV
- Vescovo Alessio Ignazio Marucchi